# Eucephalobus striatus
Eucephalobus striatus is een rondwormensoort uit de familie van de Cephalobidae. De wetenschappelijke naam van de soort is voor het eerst geldig gepubliceerd in 1865 door Bastian.